# Список левых коммунистических организаций в Веймарской республике
В список левых коммунистических организаций Веймарской республики (1919—1933) входят группы и организации, связанные с левым коммунизмом. Некоторые из них также группируются как левая оппозиция КПГ, потому что они выступали против курса руководства, особенно сталинизации, внутри и вне этой партии. Некоторые из них сформировали фракции в КПГ, были исключены или ушли и основали независимые группы.
| Год основания | Название | Главный представитель                           | Численность                     | Печатный орган |
| ------------- | --- | ----------------------------------------------- | ------------------------------- | --- |
| 1919          | КПГ-левые в основном Интернациональные коммунисты Германии (ИКГ 1918 г.)                                                      | Отто Рюле, Генрих Лауфенберг,Фриц Вольфгейм     | ~38.000                         | |
| 2/1920        | Всеобщий Союз Рабочих (от нем. Allgemeine Arbeiter-Union, сокращ. AAU)                                                        | Отто Рюле, Рудольф Цигенхаген                   | 200.000 (1921) — 12.600 (1924)  | |
| 4/1920        | Коммунистическая рабочая партия Германии (от нем. Kommunistische Arbeiterpartei Deutschlands, сокращ. KAPD)                   | Отто Рюле                                       | ~40.000 (8/1920) — 4.000 (1927) | Kommunistische Arbeiter-Zeitung |
| 9/1920        | Союз коммунистов (от нем. Bund der Kommunisten)                                                                               | Генрих Лауфенберг, Фриц Вольфгейм               |                                 | |
| 1921          | Всеобщий Союз Рабочих — Единая Организация (от нем. Allgemeine Arbeiter-Union — Einheitsorganisation, сокращ. AAU-E или AAUE) | Отто Рюле, Франц Пфемферт, Оскар Канель         |                                 | Die Aktion |
| 1924          | Веддингская оппозиция (от нем. Weddinger Opposition)                                                                          | Ганс Вебер                                      |                                 | Der Pionier |
| 1925          | Международная социалистическая боевая лига (от нем. Internationaler Sozialistischer Kampfbund, сокращ. ISK)                   | Леонард Нельсон, Минна Шпехт                    | >300                            | |
| 1925          | Группа Фишера-Маслоу (от нем. Fischer-Maslow-Gruppe)                                                                          | Рут Фишер, Аркадий Маслоу                       |                                 | |
| 1926          | Оппозиция КПГ (Левая КПГ) (от нем. KPD-Opposition (Linke KPD))                                                                | Иван Кац, Теодор Гор, Бертольд Карване          | ~800                            | Mitteilungsblatt für die Parteiarbeiter der KPD-Organisation in Niedersachsen / in Thüringen                                           |
| 1926          | Левые коммунисты (от нем. Linke Kommunisten)                                                                                  | Вернер Шолем, Хуго Урбанс                       | ~8                              | Schlacht und Hütte |
| 1926          | Решительные Левые (от нем. Entschiedene Linke, сокращ. EL)                                                                    | Карл Корш, Генрих Шлагеверт, Эрнст Шварц        |                                 | Alle Macht den Räten!; Kommunistische Politik                                                                                          |
| 1926          | Решительные Левые (черная группа) (от нем. Entschiedene Linke (Shwarz-Gruppe))                                                | Эрнст Блэк                                      | 4000                            | Entschiedene Linke |
| 1926          | Коммунистическая Рабочая Группа (от нем. Kommunistische Arbeitsgemeinschaft, сокращ. KAG)                                     | Отто Гайтнер, Агнес Шмидт, Ханс Шрайер          |                                 | |
| 6/1926        | Спартаковский союз левокоммунистических организаций (от нем. Spartakusbund linkskommunistischer Organisationen)               | Иван Кац, Франц Пфемферт, Оскар Канель          | 12.000 — 6.000                  | Spartakus |
| 1926          | Группа Коммунистической Политики (от нем. Gruppe Kommunistische Politik, сокращ. GKP)                                         | Карл Корш                                       | 3.000 (1927)                    | Kommunistische Politik; Der Klassenkämpfer; Die Wahrheit;                                                                              |
| 1926          | Группа Кёттера-Фогта (от нем. Kötter-Vogt-Gruppe)                                                                             | Вильгельм Кеттер, Отто Фойгт                    |                                 | |
| 1926          | Группа Вебера (от нем. Weber-Gruppe)                                                                                          | Ганс Вебер                                      |                                 | |
| 1926          | Группа Фишер-Урбанса | Рут Фишер, Хуго Урбанс                          |                                 | Die Fahne des Kommunismus; Mitteilungsblatt Linke Opposition der KPD                                                                   |
| 1928          | Большевистское Единство (от нем. Bolschewistische Einheit)                                                                    | Эрвин Хайнц Акеркнехт, Отто Шусслер, Роман Велл | 50                              | |
| 4/1928        | Ленинский Союз (от нем. Leninbund)                                                                                            | Хуго Урбанс                                     | 6000 (1928) — 500 (1932)        | Volkswille |
| 1929          | Троцкистское Меньшинство (от нем. Trotzkistische Minderheit)                                                                  |                                                 |                                 | |
| 3/1930        | Объединенная Левая Оппозиция КПГ (Большевики-Ленинцы) (от нем. Vereinigte Linke Opposition der KPD (Bolschewiki-Leninisten))  | Антон Грылевич                                  | 350-400                         | Internationales Bulletin der kommunistischen Links-Opposition; Mitteilungsblatt der Reichsleitung; Permanente Revolution; Der Kampfruf |
| 1931          | Левая оппозиция КПГ (троцкисты) (от нем. Linke Opposition der KPD (Trotzkisten))                                              | Эрвин Акеркнехт, Оскар Сейпольд                 | 150 (1931) — 1.000 (1933)       | |
| 1931          | Левая оппозиция КПГ (группа Ландау) (от нем. Linke Opposition der KPD (Landau-Gruppe))                                        | Курт Ландау                                     | 100-300                         | Der Kommunist |
| 12/1931       | Коммунистический рабочий союз Германии (от нем. Kommunistische Arbeiter-Union Deutschlands, сокращ. KAUD)                     | Ян Аппель                                       | ~300                            | |
| 1933          | Интернациональные коммунисты Германии (от нем. Internationale Kommunisten Deutschlands, сокращ. IKD)                          |                                                 |                                 | Unser Wort |
| 1933          | Группа «Искра» (от нем. Gruppe «Funke»)                                                                                       | Курт Ландау                                     |                                 | газета der Funke (Искра), газета Der Vertrauensmann (Доверенное лицо)                                                                  |